# Wanda Mossakowska
Wanda Joanna Mossakowska (ur. w 1937 roku) – dr hab. historyk sztuki specjalizująca się w historii fotografii.

## Życiorys
Stopień doktora habilitowanego otrzymała na podstawie pracy Początki fotografii w Warszawie 1839–1863 (1996). Pracownik naukowy Instytutu Sztuki Polskiej Akademii Nauk. 
Członkini Stowarzyszenia Historyków Sztuki, członkini honorowa Fotoklubu Rzeczypospolitej Polskiej. Członkini założycielka Stowarzyszenia Historyków Fotografii. 
W 2007 otrzymała Złoty Medal „Zasłużony dla Fotografii Polskiej”.

## Publikacje
- Początki fotografii w Warszawie (1839–1863), Warszawa 1994.
- Dagerotypy w zbiorach polskich, Wrocław 1989.
- Kraków na starej fotografii, Kraków 1984.
- Walery Rzewuski (1837–1888) fotograf: studium warsztatu i twórczości, Wrocław 1981.